# Walfredo Reyes Jr.
Walfredo Reyes Jr. (ur. 18 grudnia 1955 w Hawanie) – kubański perkusista. Współpracował m.in. z takimi wykonawcami jak: Santana, Chicago, Tânia Maria, Sergio Mendes, David Lindley, Jackson Browne, Jimmy Barnes, Boz Scags, Ricki Lee Jones, Traffic, Steve Winwood, Ricky Martin, Christina Aguilera, Johnny Hallyday, Robbie Robertson, Jerry Hey, Gary Grant, Lenny Castro, Michael Thompson, Joe Sample, Jeffrey „Woody” Jimmy Barnes, J.R. Robinson, John Pena, Dan Higgins, Richard Garcia, Les Elgart, Walfredo Reyes, Alex Acuña, Marcos Loya, Nestor Torres, Neal Schon oraz Doug Cameron.
Jego ojciec Walfredo de los Reyes Sr. i brat - Daniel de los Reyes również są muzykami.

## Publikacje
- Global Beats For Drumset and Percussion, 2006, Hal Leonard Corporation, ISBN 978-0-634-08728-8